# Jay Humphries
Pour les articles homonymes, voir Humphries.
John Jay Humphries est un joueur américain de basket-ball né le 17 octobre 1962 à Los Angeles.

## Biographie
Il joue dans le championnat universitaire pour les Colorado Buffaloes de 1980 à 1984 puis il est sélectionné en 13e position de la draft 1984 de la NBA par les Suns de Phoenix. Il est envoyé aux Bucks de Milwaukee en 1987. Il est ensuite échangé contre Blue Edwards avant le début de la saison 1992-1993. Il prend sa retraite en 1995 alors qu'il est membre des Celtics de Boston. Au cours de sa carrière, il marque en moyenne 11,5 points par match et distribue 5,5 passes décisives.